# Juli Zeh
Juli Zeh (Bonn, 30 giugno 1974) è una scrittrice tedesca.

## Biografia
Juli Zeh è figlia dell'ex direttore del Bundestag, Wolfgang Zeh, una delle personalità di maggior rilievo dell'amministrazione tedesca.
Ha frequentato la scuola «Pädagogium Otto-Kühne Schule» di Bonn dove ha conseguito la maturità. In seguito ha studiato legge a Passavia e poi a Lipsia, dove ha affiancato ai corsi di giurisprudenza studi di letteratura e scrittura creativa presso il Deutsches Literaturinstitut Leipzig (DLL). Nel 2000 ha conseguito il diploma di laurea del DLL mentre tre anni più tardi, con il superamento del secondo esame di Stato, ha portato a termine gli studi di giurisprudenza specializzandosi in diritto internazionale con particolare attenzione al nation-building.
Juli Zeh ha impiegato la sua fama letteraria anche per esprimersi su questioni politiche. Durante le elezioni del 2005, per esempio, ha sottoscritto insieme ad altri intellettuali tedeschi la richiesta di Günter Grass di sostenere la coalizione Rosso-Verde. Inoltre è stata portavoce dell'associazione «Vier Pfoten Stiftung» in difesa dei diritti degli animali.
Dopo aver abitato a Lipsia per oltre un decennio (1995-2006), dal 2007 vive a Barnewitz nel circondario della Havelland, Brandeburgo.

### Opera
A quanto lei stessa afferma, Juli Zeh scrive dall'età di sette anni. Ha pubblicato vari libri che spaziano fra i generi più svariati, ma sempre accomunati dalla questione morale di fondo. Il suo romanzo di debutto, Aquile e angeli, si muove tra il milieu dei giuristi internazionali e quello del traffico di droga ed è stato tradotto in trenta lingue. Il teatro degli eventi di Gioco da ragazzi, suo secondo romanzo, è invece un liceo di Bonn, città natale di Juli Zeh. I protagonisti sono alunni e insegnanti della scuola che, con il loro modo di agire, fungono da figure simboliche che si prestano all'analisi della questione di fondo: l'esistenza e la definizione del giusto e dell'ingiusto. Con un estratto di questo romanzo Juli Zeh ha vinto nel 2004 il premio «Ingeborg Bachmann». Gioco da ragazzi ha diviso la giuria ma ha ottenuto un grande successo di pubblico e ha raccolto recensioni positive da parte della stampa. Bernhard Studlar ne ha elaborato un adattamento teatrale che ha debuttato il 16 marzo 2006 al Deutsches Schauspielhaus di Amburgo.
Il testo Die Stille ist ein Geräusch ("Il silenzio è un rumore") è il risultato di un viaggio in Bosnia ed Erzegovina compiuto dall'autrice nell'estate del 2001. Il libro, una sorta di diario di viaggio, tratta del profondo sconvolgimento della popolazione di quest'area causato dalla guerra ma anche dalla mancanza di riguardo da parte della comunità internazionale e dall'invisibilità di questo paese agli occhi dell'Europa.
Ein Hund läuft durch die Republik ("Un cane scorrazza per la repubblica"), a cura di Juli Zeh, David Finck e Oscar Ters, è invece un'antologia di racconti di giovani scrittori bosniaci di lingua tedesca che raccontano della situazione del loro paese.
Nel 2005 è stato pubblicato Kleines Konversationslexikon für Haushunde ("Piccola enciclopedia per cani domestici") con fotografie di David Finck. In questo testo, organizzato come un piccolo dizionario enciclopedico dalla A alla Z, Otello, il cane di una scrittrice, spiega il mondo dalla sua prospettiva.
Nel marzo 2006 è uscito Alles auf dem Rasen, un'antologia di 30 saggi, seguito nel 2007 da Un semplice caso crudele (Schilf), un giallo scientifico-filosofico che ha per protagonisti due fisici teorici e un fantasioso commissario (Schilf, appunto) in fin di vita. Nella seconda metà del 2008 è poi apparso il primo libro per ragazzi dell'autrice, Das Land der Menschen ("Il paese degli uomini"), illustrato da Wolfgang Nocke.
Nel 2009 è uscito in Germania, sempre per l'editore Schöffling, il romanzo Corpus delicti, questa volta di genere fantascientifico distopico, che racconta di una società del futuro ossessionata dall'igienismo.
Con i suoi testi Juli Zeh affronta temi teorici e morali come l'antagonismo di ordine e caos, giusto e ingiusto. L'autrice si chiede se sia possibile ricostruire un senso e una morale quando i valori tradizionali hanno ormai perso di significato. Motivi ricorrenti nella sua opera sono la questione della perdita di validità della legge e quella dell'esistenza in una società individualista e globalizzata dove non è più possibile ravvisare una responsabilità collettiva per il futuro della società.

## Opere

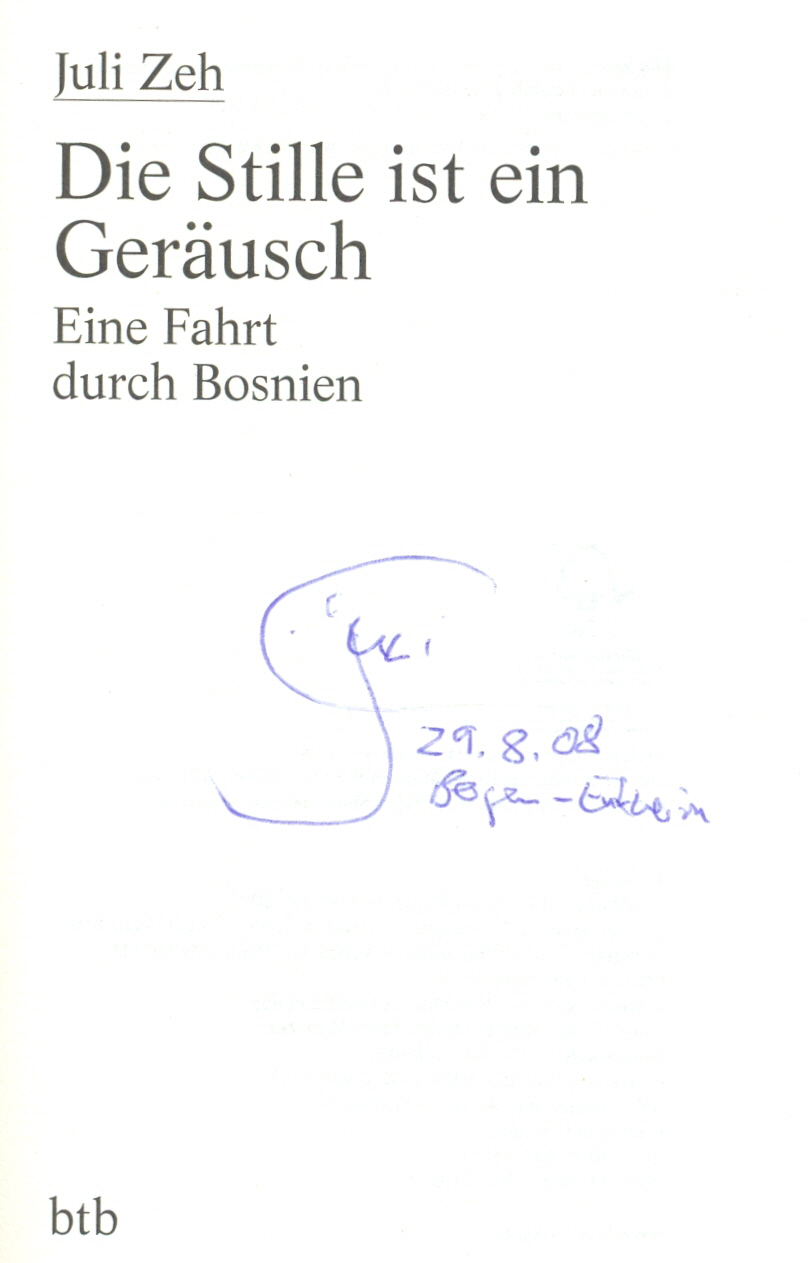
Autografo

- Aquile e angeli (Adler und Engel, Schöffling, Francoforte 2001), traduzione di Robin Benatti, Fazi, 2005
- Die Stille ist ein Geräusch, Schöffling, Francoforte 2001 (ed. tascabile: btb/Goldmann), 263 pp. ISBN 3442731046
- Recht auf Beitritt? Ansprüche von Kandidatenstaaten gegen die Europäische Union, 2002
- Gioco da ragazzi (Spieltrieb, Schöffling, Francoforte 2004)traduzione di Madeira Giacci, Fazi, 2007
- Ein Hund läuft durch die Republik, Schöffling, Francoforte 2004, 139 pp. ISBN 3895610577
- Kleines Konversationslexikon für Haushunde, Schöffling, Francoforte 2005, 208 p. ISBN 3-89561-058-5
- Alles auf dem Rasen, Schöffling, Francoforte 2006, 300 p. ISBN 3-89561-059-3
- Un semplice caso crudele (Schilf, Schöffling, Francoforte 2007), traduzione di Roberta Gado, Baldini Castoldi Dalai Editore, 2009. Adattamento teatrale di Bettina Bruinier e Katja Friedrich, 160 pp., ISBN 978-3-89561-433-0
- Das Land der Menschen, Schöffling, Francoforte 2008, 80 pp., ISBN 978-3-89561-432-3
- Corpus delicti. Un processo (Corpus delicti, 2009), traduzione di Roberta Gado, Ponte alle Grazie, 2010.
- Turbine (Unterleuten, Luchterhand, 2016), traduzione di Roberta Gado e Riccardo Cravero, Fazi, 2018
- L' anno nuovo (Neujahr, Luchterhand, 2018) , traduzione di Madeira Giacci) , Roma, Fazi, 2019

## Premi e riconoscimenti
- 1999 Premio della rivista Humboldt Forum Recht
- 2000 Premio Caroline Schlegel alla saggistica
- 2002 Deutscher Bücherpreis
- 2002 Rauriser Literaturpreis des österreichischen Bundeslands Salzburg
- 2002 Förderpreis des Bremer Literaturpreises
- 2003 Ernst-Toller-Preis
- 2003 Hölderlin-Förderpreis
- 2004 Inselschreiber
- 2005 Per-Olov-Enquist-Preis
- 2005 Literaturpreis der Bonner LESE